# Clasificarea Regnului Plantae după Anca Sârbu, 1999
În acest articol este prezentată clasificarea Regnului Plantae, (subregnuri, încrengături, clase, subclase, ordine, familii, subfamilii, genuri) așa cum apar în lucrarea  Biologie vegetală, Editura Universității din București, 1999, scrisă  de Prof. dr. Anca Sârbu. Autoarea în lucrarea sus amintită nu prezintă toate unitățile taxonomice existente ci face o selecție a acestora în funcție de importanța lor. 

>

| Regn    | Subregn             | Încrengătură                        | Clasă                         | Subclasă       | Ordin            | Familie                 | Subfamilie                | Gen            | Reprezentanți                |
| ------- | ------------------- | ----------------------------------- | ----------------------------- | -------------- | ---------------- | ----------------------- | ------------------------- | -------------- | ---------------------------- |
| Plantae | Bryobionta (mușchi) | Bryophyta                           | Hepaticatae (mușchi hepatici) | -              | Marchantiales    | Marchantiaceae          | -                         | Marchantia     | Fierea pământului            |
| Plantae | Bryobionta (mușchi) | Bryophyta                           | Hepaticatae (mușchi hepatici) | -              | Jungermanales    | -                       | -                         | Plagiochila    | -                            |
| Plantae | Bryobionta (mușchi) | Bryophyta                           | Hepaticatae (mușchi hepatici) | -              | Jungermanales    | -                       | -                         | Cephalozia     | -                            |
| Plantae | Bryobionta (mușchi) | Bryophyta                           | Hepaticatae (mușchi hepatici) | -              | Jungermanales    | -                       | -                         | Cephalozia     | -                            |
| Plantae | Bryobionta (mușchi) | Bryophyta                           | Bryatae                       | -              | Sphagnales       | Sphagnaceae             | -                         | Sphagnum       | Sphagnum palustre            |
| Plantae | Bryobionta (mușchi) | Bryophyta                           | Bryatae                       | -              | Polytrichales    | Polytrichaceae          | -                         | Polytrichum    | Mușchiul de pământ           |
| Plantae | Cormobionta         | Pteridophyta (Ferigi)               | Psilophytatae                 | -              | Psilotales       | Psilotaceae             | -                         | Psilotum       | Psilotum triquetum           |
| Plantae | Cormobionta         | Pteridophyta (Ferigi)               | Lycopodiatae                  | -              | Lycopodiales     | Lycopodiaceae           | -                         | Lycopodium     | Pedicuță                     |
| Plantae | Cormobionta         | Pteridophyta (Ferigi)               | Lycopodiatae                  | -              | Selaginellales   | Selaginellaceae         | -                         | Selaginella    | Struțișor                    |
| Plantae | Cormobionta         | Pteridophyta (Ferigi)               | Lycopodiatae                  | -              | Isoëtales        | Isoëtaceae              | -                         | Isoëtes        | Isoëtes lacustris            |
| Plantae | Cormobionta         | Pteridophyta (Ferigi)               | Eguisetatae                   | -              | Equisetales      | Equisetaceae            | -                         | Equisetum      | Coada calului                |
| Plantae | Cormobionta         | Pteridophyta (Ferigi)               | Filicatae                     | Polypodiidae   | Filicales        | Polypodiaceae           | -                         | Polipodium     | Ferigă                       |
| Plantae | Cormobionta         | Pteridophyta (Ferigi)               | Filicatae                     | Polypodiidae   | Filicales        | Polypodiaceae           | -                         | Phyllitis      | Năvalnic                     |
| Plantae | Cormobionta         | Pteridophyta (Ferigi)               | Filicatae                     | Polypodiidae   | Filicales        | Polypodiaceae           | -                         | Dryopteris     | Ferigă                       |
| Plantae | Cormobionta         | Pteridophyta (Ferigi)               | Filicatae                     | Polypodiidae   | Filicales        | Polypodiaceae           | -                         | Athyrium       | Spinarea lupului             |
| Plantae | Cormobionta         | Pteridophyta (Ferigi)               | Filicatae                     | Polypodiidae   | Filicales        | Polypodiaceae           | -                         | Asplenium      | Strașnic                     |
| Plantae | Cormobionta         | Pteridophyta (Ferigi)               | Filicatae                     | Polypodiidae   | Filicales        | Polypodiaceae           | -                         | Blechnum       | Scărița muntelui             |
| Plantae | Cormobionta         | Pinophyta                           | Cycadatae                     | -              | Pteridospermales | -                       | -                         | -              | -                            |
| Plantae | Cormobionta         | Pinophyta                           | Cycadatae                     | -              | Caytoniales      | -                       | -                         | -              | -                            |
| Plantae | Cormobionta         | Pinophyta                           | Cycadatae                     | -              | Cycadales        | -                       | Cycadaceae                | Cycas          | Cycas revoluta               |
| Plantae | Cormobionta         | Pinophyta                           | Cycadatae                     | -              | Cycadales        | -                       | Zamiaceae                 | Zamia          | Zamia floridiana             |
| Plantae | Cormobionta         | Pinophyta                           | Bennettitatae                 | -              | -                | -                       | -                         | -              | -                            |
| Plantae | Cormobionta         | Pinophyta                           | Ginkgoatatae                  | -              | Ginkgoales       | -                       | -                         | Ginkgo         | Arborele pagodelor           |
| Plantae | Cormobionta         | Pinophyta                           | Pinatae                       | -              | -                | -                       | -                         | -              | -                            |
| Plantae | Cormobionta         | Pinophyta                           | Gnetatae                      | -              | Ephedrales       | Ephedraceae             | -                         | Ephedra        | Cârcelul                     |
| Plantae | Cormobionta         | Pinophyta                           | Gnetatae                      | -              | Gnetales         | Gnetaceae               | -                         | Gnetum         | Gnetum latifolium            |
| Plantae | Cormobionta         | Pinophyta                           | Gnetatae                      | -              | Welwitschiales   | Welwitschiaceae         | -                         | Welwitschia    | Welwitschia mirabilis        |
| Plantae | Cormobionta         | Magnoliophyta (Angio-spermatophyta) | Magnoliatae (Dicotiledonatae) | Magnoliidae    | Magnoliales      | Magnoliaceae            | -                         | Magnolia       | Magnolia stellata            |
| Plantae | Cormobionta         | Magnoliophyta (Angio-spermatophyta) | Magnoliatae (Dicotiledonatae) | Magnoliidae    | Magnoliales      | Magnoliaceae            | -                         | Liriodendron   | Arborele de lalea            |
| Plantae | Cormobionta         | Magnoliophyta (Angio-spermatophyta) | Magnoliatae (Dicotiledonatae) | Magnoliidae    | Piperales        | Piperaceae              | -                         | Piper          | Piperul                      |
| Plantae | Cormobionta         | Magnoliophyta (Angio-spermatophyta) | Magnoliatae (Dicotiledonatae) | Magnoliidae    | Ranunculales     | Ranunculaceae           | Ranunculoideae            | Ranunculus     | Piciorul cocoșului           |
| Plantae | Cormobionta         | Magnoliophyta (Angio-spermatophyta) | Magnoliatae (Dicotiledonatae) | Magnoliidae    | Ranunculales     | Ranunculaceae           | Helleboroideae            | Helleborus     | Spânz                        |
| Plantae | Cormobionta         | Magnoliophyta (Angio-spermatophyta) | Magnoliatae (Dicotiledonatae) | Magnoliidae    | Ranunculales     | Ranunculaceae           | Anemonoideae              | Clematis       | Curpen de pădure             |
| Plantae | Cormobionta         | Magnoliophyta (Angio-spermatophyta) | Magnoliatae (Dicotiledonatae) | Magnoliidae    | Ranunculales     | Ranunculaceae           | Anemonoideae              | Anemone        | Floarea paștelui             |
| Plantae | Cormobionta         | Magnoliophyta (Angio-spermatophyta) | Magnoliatae (Dicotiledonatae) | Magnoliidae    | Ranunculales     | Ranunculaceae           | Anemonoideae              | Hepatica       | Crucea voinicului            |
| Plantae | Cormobionta         | Magnoliophyta (Angio-spermatophyta) | Magnoliatae (Dicotiledonatae) | Magnoliidae    | Ranunculales     | Ranunculaceae           | Anemonoideae              | Pulsatilla     | Dediței                      |
| Plantae | Cormobionta         | Magnoliophyta (Angio-spermatophyta) | Magnoliatae (Dicotiledonatae) | Magnoliidae    | Papaverales      | Papaveraceae            | -                         | Papaver        | Macul de grădină             |
| Plantae | Cormobionta         | Magnoliophyta (Angio-spermatophyta) | Magnoliatae (Dicotiledonatae) | Magnoliidae    | Papaverales      | Papaveraceae            | -                         | Chelidonium    | Rostopasca                   |
| Plantae | Cormobionta         | Magnoliophyta (Angio-spermatophyta) | Magnoliatae (Dicotiledonatae) | Magnoliidae    | Aristolochiales  | Aristolochiaceae        | -                         | Aristolochia   | Mărul lupului                |
| Plantae | Cormobionta         | Magnoliophyta (Angio-spermatophyta) | Magnoliatae (Dicotiledonatae) | Magnoliidae    | Nymphaeales      | Nymphaeaceae            | -                         | Nuphar         | Nufărul galben               |
| Plantae | Cormobionta         | Magnoliophyta (Angio-spermatophyta) | Magnoliatae (Dicotiledonatae) | Magnoliidae    | Nymphaeales      | Nymphaeaceae            | -                         | Nymphaea       | Nymphaea lotus var. termalis |
| Plantae | Cormobionta         | Magnoliophyta (Angio-spermatophyta) | Magnoliatae (Dicotiledonatae) | Magnoliidae    | Nymphaeales      | Nymphaeaceae            | -                         | Victoria       | Victoria regia               |
| Plantae | Cormobionta         | Magnoliophyta (Angio-spermatophyta) | Magnoliatae (Dicotiledonatae) | Rosidae        | Rosales          | Rosaceae                | Rosoideae                 | Rosa           | Măceșul                      |
| Plantae | Cormobionta         | Magnoliophyta (Angio-spermatophyta) | Magnoliatae (Dicotiledonatae) | Rosidae        | Rosales          | Rosaceae                | Rosoideae                 | Rubus          | Mur de zăvoi                 |
| Plantae | Cormobionta         | Magnoliophyta (Angio-spermatophyta) | Magnoliatae (Dicotiledonatae) | Rosidae        | Rosales          | Rosaceae                | Maloideae                 | Malus          | Mărul pădureț                |
| Plantae | Cormobionta         | Magnoliophyta (Angio-spermatophyta) | Magnoliatae (Dicotiledonatae) | Rosidae        | Rosales          | Rosaceae                | Maloideae                 | Cydonia        | Gutuiul                      |
| Plantae | Cormobionta         | Magnoliophyta (Angio-spermatophyta) | Magnoliatae (Dicotiledonatae) | Rosidae        | Rosales          | Rosaceae                | Maloideae                 | Pyrus          | Păr nins                     |
| Plantae | Cormobionta         | Magnoliophyta (Angio-spermatophyta) | Magnoliatae (Dicotiledonatae) | Rosidae        | Rosales          | Rosaceae                | Prunoideae                | Prunus         | Prun cultivat                |
| Plantae | Cormobionta         | Magnoliophyta (Angio-spermatophyta) | Magnoliatae (Dicotiledonatae) | Rosidae        | Rosales          | Rosaceae                | Prunoideae                | Cerasus        | Cireșul                      |
| Plantae | Cormobionta         | Magnoliophyta (Angio-spermatophyta) | Magnoliatae (Dicotiledonatae) | Rosidae        | Rosales          | Rosaceae                | Prunoideae                | Amygdalus      | Migdalul                     |
| Plantae | Cormobionta         | Magnoliophyta (Angio-spermatophyta) | Magnoliatae (Dicotiledonatae) | Rosidae        | Rosales          | Rosaceae                | Prunoideae                | Armenica       | Caisul                       |
| Plantae | Cormobionta         | Magnoliophyta (Angio-spermatophyta) | Magnoliatae (Dicotiledonatae) | Rosidae        | Rosales          | Rosaceae                | Prunoideae                | Persica        | Piersicul                    |
| Plantae | Cormobionta         | Magnoliophyta (Angio-spermatophyta) | Magnoliatae (Dicotiledonatae) | Rosidae        | Fabales          | Fabaceae                | -                         | Pisum          | Mazărea de cultură           |
| Plantae | Cormobionta         | Magnoliophyta (Angio-spermatophyta) | Magnoliatae (Dicotiledonatae) | Rosidae        | Fabales          | Fabaceae                | -                         | Trifolium      | Trufoiul roșu                |
| Plantae | Cormobionta         | Magnoliophyta (Angio-spermatophyta) | Magnoliatae (Dicotiledonatae) | Rosidae        | Fabales          | Fabaceae                | -                         | Medicago       | Lucerna albastră             |
| Plantae | Cormobionta         | Magnoliophyta (Angio-spermatophyta) | Magnoliatae (Dicotiledonatae) | Rosidae        | Fabales          | Fabaceae                | -                         | Astragalus     | -                            |
| Plantae | Cormobionta         | Magnoliophyta (Angio-spermatophyta) | Magnoliatae (Dicotiledonatae) | Rosidae        | Fabales          | Fabaceae                | -                         | Vicia          | Bobul                        |
| Plantae | Cormobionta         | Magnoliophyta (Angio-spermatophyta) | Magnoliatae (Dicotiledonatae) | Rosidae        | Fabales          | Fabaceae                | -                         | Phaseolus      | Fasolea mare                 |
| Plantae | Cormobionta         | Magnoliophyta (Angio-spermatophyta) | Magnoliatae (Dicotiledonatae) | Rosidae        | Fabales          | Fabaceae                | -                         | Robinia        | Salcâmul                     |
| Plantae | Cormobionta         | Magnoliophyta (Angio-spermatophyta) | Magnoliatae (Dicotiledonatae) | Rosidae        | Fabales          | Fabaceae                | -                         | Lupinus        | Cafeluța                     |
| Plantae | Cormobionta         | Magnoliophyta (Angio-spermatophyta) | Magnoliatae (Dicotiledonatae) | Rosidae        | Fabales          | Fabaceae                | -                         | Glycone        | Soia                         |
| Plantae | Cormobionta         | Magnoliophyta (Angio-spermatophyta) | Magnoliatae (Dicotiledonatae) | Rosidae        | Fabales          | Fabaceae                | -                         | Sophora        | Sophora prodani              |
| Plantae | Cormobionta         | Magnoliophyta (Angio-spermatophyta) | Magnoliatae (Dicotiledonatae) | Rosidae        | Araliales        | Araliaceae              | -                         | Hedera         | Iedera                       |
| Plantae | Cormobionta         | Magnoliophyta (Angio-spermatophyta) | Magnoliatae (Dicotiledonatae) | Rosidae        | Araliales        | Apiaceae (Umbelifere)   | -                         | Daucus         | Morcovul                     |
| Plantae | Cormobionta         | Magnoliophyta (Angio-spermatophyta) | Magnoliatae (Dicotiledonatae) | Rosidae        | Araliales        | Apiaceae (Umbelifere)   | -                         | Coriandrum     | Coriandrul                   |
| Plantae | Cormobionta         | Magnoliophyta (Angio-spermatophyta) | Magnoliatae (Dicotiledonatae) | Rosidae        | Araliales        | Apiaceae (Umbelifere)   | -                         | Apium          | Țelina                       |
| Plantae | Cormobionta         | Magnoliophyta (Angio-spermatophyta) | Magnoliatae (Dicotiledonatae) | Rosidae        | Araliales        | Apiaceae (Umbelifere)   | -                         | Petroselinum   | Pătrunjelul                  |
| Plantae | Cormobionta         | Magnoliophyta (Angio-spermatophyta) | Magnoliatae (Dicotiledonatae) | Rosidae        | Araliales        | Apiaceae (Umbelifere)   | -                         | Carum          | Chimenul                     |
| Plantae | Cormobionta         | Magnoliophyta (Angio-spermatophyta) | Magnoliatae (Dicotiledonatae) | Rosidae        | Araliales        | Apiaceae (Umbelifere)   | -                         | Levisticum     | Leușteanul                   |
| Plantae | Cormobionta         | Magnoliophyta (Angio-spermatophyta) | Magnoliatae (Dicotiledonatae) | Rosidae        | Araliales        | Apiaceae (Umbelifere)   | -                         | Pastinaca      | Păsrârnacul                  |
| Plantae | Cormobionta         | Magnoliophyta (Angio-spermatophyta) | Magnoliatae (Dicotiledonatae) | Rosidae        | Araliales        | Apiaceae (Umbelifere)   | -                         | Cicuta         | Cucuta de apă                |
| Plantae | Cormobionta         | Magnoliophyta (Angio-spermatophyta) | Magnoliatae (Dicotiledonatae) | Rosidae        | Araliales        | Apiaceae (Umbelifere)   | -                         | Conium         | Cucuta de grădină            |
| Plantae | Cormobionta         | Magnoliophyta (Angio-spermatophyta) | Magnoliatae (Dicotiledonatae) | Dilleniidae    | Capparales       | Capparaceae             | -                         | -              | -                            |
| Plantae | Cormobionta         | Magnoliophyta (Angio-spermatophyta) | Magnoliatae (Dicotiledonatae) | Dilleniidae    | Capparales       | Brassicaceae            | -                         | Brassica       | Varza                        |
| Plantae | Cormobionta         | Magnoliophyta (Angio-spermatophyta) | Magnoliatae (Dicotiledonatae) | Dilleniidae    | Capparales       | Brassicaceae            | -                         | Raphanus       | Ridichea                     |
| Plantae | Cormobionta         | Magnoliophyta (Angio-spermatophyta) | Magnoliatae (Dicotiledonatae) | Dilleniidae    | Capparales       | Brassicaceae            | -                         | Sinapsis       | Muștarul                     |
| Plantae | Cormobionta         | Magnoliophyta (Angio-spermatophyta) | Magnoliatae (Dicotiledonatae) | Dilleniidae    | Capparales       | Brassicaceae            | -                         | Thlaspi        | Pungulița                    |
| Plantae | Cormobionta         | Magnoliophyta (Angio-spermatophyta) | Magnoliatae (Dicotiledonatae) | Dilleniidae    | Cucurbitales     | Cucurbitaceae           | -                         | Cucurbita      | Dovleacul                    |
| Plantae | Cormobionta         | Magnoliophyta (Angio-spermatophyta) | Magnoliatae (Dicotiledonatae) | Dilleniidae    | Malvales         | Tiliaceae               | -                         | Tilia          | Teiul alb                    |
| Plantae | Cormobionta         | Magnoliophyta (Angio-spermatophyta) | Magnoliatae (Dicotiledonatae) | Dilleniidae    | Malvales         | Malvaceae               | -                         | Gossypium      | Bumbacul                     |
| Plantae | Cormobionta         | Magnoliophyta (Angio-spermatophyta) | Magnoliatae (Dicotiledonatae) | Dilleniidae    | Malvales         | Malvaceae               | -                         | Hibiscus       | Bame                         |
| Plantae | Cormobionta         | Magnoliophyta (Angio-spermatophyta) | Magnoliatae (Dicotiledonatae) | Dilleniidae    | Malvales         | Malvaceae               | -                         | Malva          | Nalbă mică                   |
| Plantae | Cormobionta         | Magnoliophyta (Angio-spermatophyta) | Magnoliatae (Dicotiledonatae) | Caryophyllidae | Caryophyllales   | Caryophyllaceae         | Alsinoideae               | Stellaria      | Iarba moale                  |
| Plantae | Cormobionta         | Magnoliophyta (Angio-spermatophyta) | Magnoliatae (Dicotiledonatae) | Caryophyllidae | Caryophyllales   | Caryophyllaceae         | Alsinoideae               | Cerastium      | Cerastium lanatum            |
| Plantae | Cormobionta         | Magnoliophyta (Angio-spermatophyta) | Magnoliatae (Dicotiledonatae) | Caryophyllidae | Caryophyllales   | Caryophyllaceae         | Alsinoideae               | Spergularia    | Hrana vacii                  |
| Plantae | Cormobionta         | Magnoliophyta (Angio-spermatophyta) | Magnoliatae (Dicotiledonatae) | Caryophyllidae | Caryophyllales   | Caryophyllaceae         | Alsinoideae               | Moehringia     | Moehringia trinerva          |
| Plantae | Cormobionta         | Magnoliophyta (Angio-spermatophyta) | Magnoliatae (Dicotiledonatae) | Caryophyllidae | Caryophyllales   | Caryophyllaceae         | Silenoideae               | Dianthus       | Garofița de câmp             |
| Plantae | Cormobionta         | Magnoliophyta (Angio-spermatophyta) | Magnoliatae (Dicotiledonatae) | Caryophyllidae | Caryophyllales   | Caryophyllaceae         | Silenoideae               | Silene         | Gușa porumbelului            |
| Plantae | Cormobionta         | Magnoliophyta (Angio-spermatophyta) | Magnoliatae (Dicotiledonatae) | Caryophyllidae | Caryophyllales   | Caryophyllaceae         | Silenoideae               | Lychnis        | Floarea cucului              |
| Plantae | Cormobionta         | Magnoliophyta (Angio-spermatophyta) | Magnoliatae (Dicotiledonatae) | Caryophyllidae | Caryophyllales   | Caryophyllaceae         | Silenoideae               | Saponaria      | Săpunarița                   |
| Plantae | Cormobionta         | Magnoliophyta (Angio-spermatophyta) | Magnoliatae (Dicotiledonatae) | Caryophyllidae | Polyonales       | Polygonaceae            | -                         | Rumex          | Măcriș                       |
| Plantae | Cormobionta         | Magnoliophyta (Angio-spermatophyta) | Magnoliatae (Dicotiledonatae) | Caryophyllidae | Polyonales       | Polygonaceae            | -                         | Polygonum      | Troscot                      |
| Plantae | Cormobionta         | Magnoliophyta (Angio-spermatophyta) | Magnoliatae (Dicotiledonatae) | Asteridae      | Gentianales      | -                       | -                         | -              | -                            |
| Plantae | Cormobionta         | Magnoliophyta (Angio-spermatophyta) | Magnoliatae (Dicotiledonatae) | Asteridae      | Gentianales      | -                       | -                         | -              | -                            |
| Plantae | Cormobionta         | Magnoliophyta (Angio-spermatophyta) | Magnoliatae (Dicotiledonatae) | Asteridae      | Dipsacales       | -                       | -                         | -              | -                            |
| Plantae | Cormobionta         | Magnoliophyta (Angio-spermatophyta) | Magnoliatae (Dicotiledonatae) | Asteridae      | Oleales          | -                       | -                         | -              | -                            |
| Plantae | Cormobionta         | Magnoliophyta (Angio-spermatophyta) | Magnoliatae (Dicotiledonatae) | Asteridae      | Polemoniales     | -                       | -                         | -              | -                            |
| Plantae | Cormobionta         | Magnoliophyta (Angio-spermatophyta) | Magnoliatae (Dicotiledonatae) | Asteridae      | Scrophulariales  | Solanaceae              | -                         | Solanum        | Cartoful                     |
| Plantae | Cormobionta         | Magnoliophyta (Angio-spermatophyta) | Magnoliatae (Dicotiledonatae) | Asteridae      | Scrophulariales  | Solanaceae              | -                         | Lycopersicon   | Pătlăgeaua roșie             |
| Plantae | Cormobionta         | Magnoliophyta (Angio-spermatophyta) | Magnoliatae (Dicotiledonatae) | Asteridae      | Scrophulariales  | Solanaceae              | -                         | Capsicum       | Ardeiul                      |
| Plantae | Cormobionta         | Magnoliophyta (Angio-spermatophyta) | Magnoliatae (Dicotiledonatae) | Asteridae      | Scrophulariales  | Solanaceae              | -                         | Nicotiana      | Tutunul                      |
| Plantae | Cormobionta         | Magnoliophyta (Angio-spermatophyta) | Magnoliatae (Dicotiledonatae) | Asteridae      | Scrophulariales  | Solanaceae              | -                         | Atropa         | Mătrăguna                    |
| Plantae | Cormobionta         | Magnoliophyta (Angio-spermatophyta) | Magnoliatae (Dicotiledonatae) | Asteridae      | Scrophulariales  | Scrophulariaceae        | -                         | Verbascum      | Coada vacii                  |
| Plantae | Cormobionta         | Magnoliophyta (Angio-spermatophyta) | Magnoliatae (Dicotiledonatae) | Asteridae      | Scrophulariales  | Scrophulariaceae        | -                         | Scrophularia   | Iarba neagră                 |
| Plantae | Cormobionta         | Magnoliophyta (Angio-spermatophyta) | Magnoliatae (Dicotiledonatae) | Asteridae      | Scrophulariales  | Scrophulariaceae        | -                         | Linaria        | Linarița                     |
| Plantae | Cormobionta         | Magnoliophyta (Angio-spermatophyta) | Magnoliatae (Dicotiledonatae) | Asteridae      | Scrophulariales  | Scrophulariaceae        | -                         | Digitalis      | Degetărel galben             |
| Plantae | Cormobionta         | Magnoliophyta (Angio-spermatophyta) | Magnoliatae (Dicotiledonatae) | Asteridae      | Scrophulariales  | Scrophulariaceae        | -                         | Veronica       | Sopârlița                    |
| Plantae | Cormobionta         | Magnoliophyta (Angio-spermatophyta) | Magnoliatae (Dicotiledonatae) | Asteridae      | Plantaginales    | Plantaginaceae          | -                         | Plantago       | Pătlagina mare               |
| Plantae | Cormobionta         | Magnoliophyta (Angio-spermatophyta) | Magnoliatae (Dicotiledonatae) | Asteridae      | Plantaginales    | Plantaginaceae          | -                         | Littorella     | -                            |
| Plantae | Cormobionta         | Magnoliophyta (Angio-spermatophyta) | Magnoliatae (Dicotiledonatae) | Asteridae      | Lamiales         | Verbenaceae             | -                         | -              | -                            |
| Plantae | Cormobionta         | Magnoliophyta (Angio-spermatophyta) | Magnoliatae (Dicotiledonatae) | Asteridae      | Lamiales         | Lamiaceae               | -                         | Lamium         | Urzica moartă                |
| Plantae | Cormobionta         | Magnoliophyta (Angio-spermatophyta) | Magnoliatae (Dicotiledonatae) | Asteridae      | Lamiales         | Lamiaceae               | -                         | Prunella       | Busuiocul sălbatic           |
| Plantae | Cormobionta         | Magnoliophyta (Angio-spermatophyta) | Magnoliatae (Dicotiledonatae) | Asteridae      | Lamiales         | Lamiaceae               | -                         | Salvia         | Jaleșul                      |
| Plantae | Cormobionta         | Magnoliophyta (Angio-spermatophyta) | Magnoliatae (Dicotiledonatae) | Asteridae      | Lamiales         | Lamiaceae               | -                         | Stachys        | Stachys annuua               |
| Plantae | Cormobionta         | Magnoliophyta (Angio-spermatophyta) | Magnoliatae (Dicotiledonatae) | Asteridae      | Lamiales         | Lamiaceae               | -                         | Thymus         | Thymus sp. Cimbrul           |
| Plantae | Cormobionta         | Magnoliophyta (Angio-spermatophyta) | Magnoliatae (Dicotiledonatae) | Asteridae      | Lamiales         | Lamiaceae               | -                         | Mentha         | Isma                         |
| Plantae | Cormobionta         | Magnoliophyta (Angio-spermatophyta) | Magnoliatae (Dicotiledonatae) | Asteridae      | Lamiales         | Lamiaceae               | -                         | Rosmarinus     | Rosmainul                    |
| Plantae | Cormobionta         | Magnoliophyta (Angio-spermatophyta) | Magnoliatae (Dicotiledonatae) | Asteridae      | Lamiales         | Lamiaceae               | -                         | Lavandula      | Levănțica                    |
| Plantae | Cormobionta         | Magnoliophyta (Angio-spermatophyta) | Magnoliatae (Dicotiledonatae) | Asteridae      | Lamiales         | Lamiaceae               | -                         | Melissa        | Roinița                      |
| Plantae | Cormobionta         | Magnoliophyta (Angio-spermatophyta) | Magnoliatae (Dicotiledonatae) | Asteridae      | Asterales        | Asteraceae (Compositae) | Asteroideae (Tubuliflore) | Helianthus     | Floarea soarelui             |
| Plantae | Cormobionta         | Magnoliophyta (Angio-spermatophyta) | Magnoliatae (Dicotiledonatae) | Asteridae      | Asterales        | Asteraceae (Compositae) | Asteroideae (Tubuliflore) | Cardus         | Scaietele                    |
| Plantae | Cormobionta         | Magnoliophyta (Angio-spermatophyta) | Magnoliatae (Dicotiledonatae) | Asteridae      | Asterales        | Asteraceae (Compositae) | Asteroideae (Tubuliflore) | Onopordon      | Scaiul măgarului             |
| Plantae | Cormobionta         | Magnoliophyta (Angio-spermatophyta) | Magnoliatae (Dicotiledonatae) | Asteridae      | Asterales        | Asteraceae (Compositae) | Asteroideae (Tubuliflore) | Arctium        | Brusture                     |
| Plantae | Cormobionta         | Magnoliophyta (Angio-spermatophyta) | Magnoliatae (Dicotiledonatae) | Asteridae      | Asterales        | Asteraceae (Compositae) | Asteroideae (Tubuliflore) | Xanthium       | Holera                       |
| Plantae | Cormobionta         | Magnoliophyta (Angio-spermatophyta) | Magnoliatae (Dicotiledonatae) | Asteridae      | Asterales        | Asteraceae (Compositae) | Asteroideae (Tubuliflore) | Cirsium        | Pălămida                     |
| Plantae | Cormobionta         | Magnoliophyta (Angio-spermatophyta) | Magnoliatae (Dicotiledonatae) | Asteridae      | Asterales        | Asteraceae (Compositae) | Asteroideae (Tubuliflore) | Achillea       | Coada șoricelului            |
| Plantae | Cormobionta         | Magnoliophyta (Angio-spermatophyta) | Magnoliatae (Dicotiledonatae) | Asteridae      | Asterales        | Asteraceae (Compositae) | Asteroideae (Tubuliflore) | Matricaria     | Mușețelul                    |
| Plantae | Cormobionta         | Magnoliophyta (Angio-spermatophyta) | Magnoliatae (Dicotiledonatae) | Asteridae      | Asterales        | Asteraceae (Compositae) | Asteroideae (Tubuliflore) | Tusilago       | Potbalul                     |
| Plantae | Cormobionta         | Magnoliophyta (Angio-spermatophyta) | Magnoliatae (Dicotiledonatae) | Asteridae      | Asterales        | Asteraceae (Compositae) | Asteroideae (Tubuliflore) | Artemisia      | Pelinul                      |
| Plantae | Cormobionta         | Magnoliophyta (Angio-spermatophyta) | Magnoliatae (Dicotiledonatae) | Asteridae      | Asterales        | Asteraceae (Compositae) | Asteroideae (Tubuliflore) | Chrysantemum   | Margareta                    |
| Plantae | Cormobionta         | Magnoliophyta (Angio-spermatophyta) | Magnoliatae (Dicotiledonatae) | Asteridae      | Asterales        | Asteraceae (Compositae) | Asteroideae (Tubuliflore) | Aster          | Steluța                      |
| Plantae | Cormobionta         | Magnoliophyta (Angio-spermatophyta) | Magnoliatae (Dicotiledonatae) | Asteridae      | Asterales        | Asteraceae (Compositae) | Cichorioidae              | Cichorium      | Cicoare                      |
| Plantae | Cormobionta         | Magnoliophyta (Angio-spermatophyta) | Magnoliatae (Dicotiledonatae) | Asteridae      | Asterales        | Asteraceae (Compositae) | Cichorioidae              | Sonchus        | Susai                        |
| Plantae | Cormobionta         | Magnoliophyta (Angio-spermatophyta) | Magnoliatae (Dicotiledonatae) | Asteridae      | Asterales        | Asteraceae (Compositae) | Cichorioidae              | Taraxacum      | -                            |
| Plantae | Cormobionta         | Magnoliophyta (Angio-spermatophyta) | Magnoliatae (Dicotiledonatae) | Asteridae      | Asterales        | Asteraceae (Compositae) | Cichorioidae              | Hieracium      | Vulturica                    |
| Plantae | Cormobionta         | Magnoliophyta (Angio-spermatophyta) | Magnoliatae (Dicotiledonatae) | Asteridae      | Asterales        | Asteraceae (Compositae) | Cichorioidae              | Lactuca        | Salata                       |
| Plantae | Cormobionta         | Magnoliophyta (Angio-spermatophyta) | Liliatae (Monocotiledonatae)  | Alismidae      | Alismales        | Alismaceae              | -                         | Alisma         | Limbarița                    |
| Plantae | Cormobionta         | Magnoliophyta (Angio-spermatophyta) | Liliatae (Monocotiledonatae)  | Alismidae      | Alismales        | Alismaceae              | -                         | Sagittaria     | Săgeata apei                 |
| Plantae | Cormobionta         | Magnoliophyta (Angio-spermatophyta) | Liliatae (Monocotiledonatae)  | Alismidae      | Hydrocharitales  | Hydrocharitaceae        | -                         | Hydrocharis    | Iarba broaștei               |
| Plantae | Cormobionta         | Magnoliophyta (Angio-spermatophyta) | Liliatae (Monocotiledonatae)  | Alismidae      | Hydrocharitales  | Hydrocharitaceae        | -                         | Vallisneria    | Sârmulița                    |
| Plantae | Cormobionta         | Magnoliophyta (Angio-spermatophyta) | Liliatae (Monocotiledonatae)  | Alismidae      | Hydrocharitales  | Hydrocharitaceae        | -                         | Elodea         | Ciuma apelor                 |
| Plantae | Cormobionta         | Magnoliophyta (Angio-spermatophyta) | Liliatae (Monocotiledonatae)  | Alismidae      | Potamogetonales  | Potamogetonaceae        | -                         | Potamogeton    | Potamogeton natans           |
| Plantae | Cormobionta         | Magnoliophyta (Angio-spermatophyta) | Liliatae (Monocotiledonatae)  | Liliidae       | Liliales         | Liliaceae               | -                         | Lilium         | Crin alb                     |
| Plantae | Cormobionta         | Magnoliophyta (Angio-spermatophyta) | Liliatae (Monocotiledonatae)  | Liliidae       | Liliales         | Liliaceae               | -                         | Allium         | Ceapa                        |
| Plantae | Cormobionta         | Magnoliophyta (Angio-spermatophyta) | Liliatae (Monocotiledonatae)  | Liliidae       | Liliales         | Liliaceae               | -                         | Convallaria    | Lăcrămioara                  |
| Plantae | Cormobionta         | Magnoliophyta (Angio-spermatophyta) | Liliatae (Monocotiledonatae)  | Liliidae       | Liliales         | Liliaceae               | -                         | Tullipa        | Laleaua                      |
| Plantae | Cormobionta         | Magnoliophyta (Angio-spermatophyta) | Liliatae (Monocotiledonatae)  | Liliidae       | Liliales         | Liliaceae               | -                         | Scilla         | Vioreaua                     |
| Plantae | Cormobionta         | Magnoliophyta (Angio-spermatophyta) | Liliatae (Monocotiledonatae)  | Liliidae       | Liliales         | Liliaceae               | -                         | Hyacinthus     | Zambila                      |
| Plantae | Cormobionta         | Magnoliophyta (Angio-spermatophyta) | Liliatae (Monocotiledonatae)  | Liliidae       | Liliales         | Liliaceae               | -                         | Colchicum      | Brândușa de toamnă           |
| Plantae | Cormobionta         | Magnoliophyta (Angio-spermatophyta) | Liliatae (Monocotiledonatae)  | Liliidae       | Liliales         | Liliaceae               | -                         | Aloe           | Aloea                        |
| Plantae | Cormobionta         | Magnoliophyta (Angio-spermatophyta) | Liliatae (Monocotiledonatae)  | Liliidae       | Liliales         | Amaryllidaceae          | -                         | Galantus       | Ghiocelul                    |
| Plantae | Cormobionta         | Magnoliophyta (Angio-spermatophyta) | Liliatae (Monocotiledonatae)  | Liliidae       | Liliales         | Amaryllidaceae          | -                         | Narcissus      | Narcisa cu flori albe        |
| Plantae | Cormobionta         | Magnoliophyta (Angio-spermatophyta) | Liliatae (Monocotiledonatae)  | Liliidae       | Iridales         | -                       | -                         | Iris           | Stânjenelul                  |
| Plantae | Cormobionta         | Magnoliophyta (Angio-spermatophyta) | Liliatae (Monocotiledonatae)  | Liliidae       | Iridales         | -                       | -                         | Gladiolus      | Săbiuța                      |
| Plantae | Cormobionta         | Magnoliophyta (Angio-spermatophyta) | Liliatae (Monocotiledonatae)  | Liliidae       | Orchidales       | Orchidaceae             | -                         | Orchis         | Untul vacii                  |
| Plantae | Cormobionta         | Magnoliophyta (Angio-spermatophyta) | Liliatae (Monocotiledonatae)  | Liliidae       | Orchidales       | Orchidaceae             | -                         | Listera        | Listera ovata                |
| Plantae | Cormobionta         | Magnoliophyta (Angio-spermatophyta) | Liliatae (Monocotiledonatae)  | Liliidae       | Orchidales       | Orchidaceae             | -                         | Cypripedium    | Condurul doamnei             |
| Plantae | Cormobionta         | Magnoliophyta (Angio-spermatophyta) | Liliatae (Monocotiledonatae)  | Liliidae       | Orchidales       | Orchidaceae             | -                         | Vanilla        | Vanillia plantifolia         |
| Plantae | Cormobionta         | Magnoliophyta (Angio-spermatophyta) | Liliatae (Monocotiledonatae)  | Liliidae       | Juncales         | Juncaceae               | -                         | Juncus         | Pipirigul                    |
| Plantae | Cormobionta         | Magnoliophyta (Angio-spermatophyta) | Liliatae (Monocotiledonatae)  | Liliidae       | Juncales         | Juncaceae               | -                         | Luzula         | Horști                       |
| Plantae | Cormobionta         | Magnoliophyta (Angio-spermatophyta) | Liliatae (Monocotiledonatae)  | Liliidae       | Cyperales        | Cyperaceae              | -                         | Caarex         | Rogozul de baltă             |
| Plantae | Cormobionta         | Magnoliophyta (Angio-spermatophyta) | Liliatae (Monocotiledonatae)  | Liliidae       | Cyperales        | Cyperaceae              | -                         | Scirpus        | Scirpus silvaticus           |
| Plantae | Cormobionta         | Magnoliophyta (Angio-spermatophyta) | Liliatae (Monocotiledonatae)  | Liliidae       | Cyperales        | Cyperaceae              | -                         | Schoenoplectus | Schoenoplectus lacustris     |
| Plantae | Cormobionta         | Magnoliophyta (Angio-spermatophyta) | Liliatae (Monocotiledonatae)  | Liliidae       | Cyperales        | Cyperaceae              | -                         | Heleocharis    | Heleocharis palustris        |
| Plantae | Cormobionta         | Magnoliophyta (Angio-spermatophyta) | Liliatae (Monocotiledonatae)  | Liliidae       | Cyperales        | Cyperaceae              | -                         | Bolboschoenus  | Bolboschoenus maritimus      |
| Plantae | Cormobionta         | Magnoliophyta (Angio-spermatophyta) | Liliatae (Monocotiledonatae)  | Liliidae       | Poales           | Poaceae                 | -                         | Triticum       | Grâul                        |
| Plantae | Cormobionta         | Magnoliophyta (Angio-spermatophyta) | Liliatae (Monocotiledonatae)  | Liliidae       | Poales           | Poaceae                 | -                         | Secale         | Secara                       |
| Plantae | Cormobionta         | Magnoliophyta (Angio-spermatophyta) | Liliatae (Monocotiledonatae)  | Liliidae       | Poales           | Poaceae                 | -                         | Hordeum        | Orzul comun                  |
| Plantae | Cormobionta         | Magnoliophyta (Angio-spermatophyta) | Liliatae (Monocotiledonatae)  | Liliidae       | Poales           | Poaceae                 | -                         | Avena          | Ovăzul                       |
| Plantae | Cormobionta         | Magnoliophyta (Angio-spermatophyta) | Liliatae (Monocotiledonatae)  | Liliidae       | Poales           | Poaceae                 | -                         | Oryza          | -                            |
| Plantae | Cormobionta         | Magnoliophyta (Angio-spermatophyta) | Liliatae (Monocotiledonatae)  | Liliidae       | Poales           | Poaceae                 | -                         | Zea            | Porumbul                     |
| Plantae | Cormobionta         | Magnoliophyta (Angio-spermatophyta) | Liliatae (Monocotiledonatae)  | Liliidae       | Poales           | Poaceae                 | -                         | Nardus         | Părul porcului               |
| Plantae | Cormobionta         | Magnoliophyta (Angio-spermatophyta) | Liliatae (Monocotiledonatae)  | Liliidae       | Poales           | Poaceae                 | -                         | Festuca        | Festuca pratensis            |
| Plantae | Cormobionta         | Magnoliophyta (Angio-spermatophyta) | Liliatae (Monocotiledonatae)  | Liliidae       | Poales           | Poaceae                 | -                         | Dactylis       | Golomâț                      |
| Plantae | Cormobionta         | Magnoliophyta (Angio-spermatophyta) | Liliatae (Monocotiledonatae)  | Liliidae       | Poales           | Poaceae                 | -                         | Briza          | Briza media                  |
| Plantae | Cormobionta         | Magnoliophyta (Angio-spermatophyta) | Liliatae (Monocotiledonatae)  | Liliidae       | Poales           | Poaceae                 | -                         | Poa            | Poa bolbosa                  |
| Plantae | Cormobionta         | Magnoliophyta (Angio-spermatophyta) | Liliatae (Monocotiledonatae)  | Liliidae       | Poales           | Poaceae                 | -                         | Lolium         | Zânzania                     |
| Plantae | Cormobionta         | Magnoliophyta (Angio-spermatophyta) | Liliatae (Monocotiledonatae)  | Liliidae       | Poales           | Poaceae                 | -                         | Glyceria       | Glyceria aqvatica            |
| Plantae | Cormobionta         | Magnoliophyta (Angio-spermatophyta) | Liliatae (Monocotiledonatae)  | Liliidae       | Poales           | Poaceae                 | -                         | Phragmites     | Trestia Stuful               |
| Plantae | Cormobionta         | Magnoliophyta (Angio-spermatophyta) | Liliatae (Monocotiledonatae)  | Liliidae       | Poales           | Poaceae                 | -                         | Agrostis       | Iarba câmpului               |
| Plantae | Cormobionta         | Magnoliophyta (Angio-spermatophyta) | Liliatae (Monocotiledonatae)  | Liliidae       | Poales           | Poaceae                 | -                         | Cynodon        | Pirul gros                   |
| Plantae | Cormobionta         | Magnoliophyta (Angio-spermatophyta) | Liliatae (Monocotiledonatae)  | Liliidae       | Poales           | Poaceae                 | -                         | Stipa          | Colilia                      |
| Plantae | Cormobionta         | Magnoliophyta (Angio-spermatophyta) | Liliatae (Monocotiledonatae)  | Arecidae       | Arales           | Araceae                 | -                         | Arum           | Rodul pământului             |
| Plantae | Cormobionta         | Magnoliophyta (Angio-spermatophyta) | Liliatae (Monocotiledonatae)  | Arecidae       | Arales           | Araceae                 | -                         | Acorus         | Obligeană                    |
| Plantae | Cormobionta         | Magnoliophyta (Angio-spermatophyta) | Liliatae (Monocotiledonatae)  | Arecidae       | Arales           | Araceae                 | -                         | Monstera       | Filodendron                  |
| Plantae | Cormobionta         | Magnoliophyta (Angio-spermatophyta) | Liliatae (Monocotiledonatae)  | Arecidae       | Arales           | Lemnaceae               | -                         | Lemna          | Lintița                      |
| Plantae | Cormobionta         | Magnoliophyta (Angio-spermatophyta) | Liliatae (Monocotiledonatae)  | Arecidae       | Arales           | Lemnaceae               | -                         | Spirodela      | Spirodela polyrrhiza         |
| Plantae | Cormobionta         | Magnoliophyta (Angio-spermatophyta) | Liliatae (Monocotiledonatae)  | Arecidae       | Arales           | Lemnaceae               | -                         | Wolffia        | Wolffia arrhiza              |
| Plantae | Cormobionta         | Magnoliophyta (Angio-spermatophyta) | Liliatae (Monocotiledonatae)  | Arecidae       | Typhales         | Sparganiaceae           | -                         | Sparganium     | Sparganiaceae ramosum        |
| Plantae | Cormobionta         | Magnoliophyta (Angio-spermatophyta) | Liliatae (Monocotiledonatae)  | Arecidae       | Typhales         | Typhaceae               | -                         | Typha          | Papura                       |